# Hayden (Idaho)
Hayden  ist eine Stadt im Kootenai County im US-Bundesstaat Idaho. Sie ist eine Vorstadt des benachbarten Coeur d’Alene. Das U.S. Census Bureau hat bei der Volkszählung 2020 eine Einwohnerzahl von 15.570 ermittelt.

## Geschichte
Das Dorf Hayden wurde 1955 mit einer Gesamtfläche von 440 Acres und einer Bevölkerung von etwa 700 Menschen eingemeindet.
Das Dorf erhielt seinen Namen von einem Mann namens Matthew Hayden, einem Soldaten aus Fort Sherman, der die Namensrechte für den benachbarten See und damit für die Stadt gewann, indem er in den späten 1870er Jahren ein Spiel „Seven up“ gegen die Mitsoldaten John Hager und John Hickey und einige andere Siedler gewann.
Die Stadt wurde in den frühen 1900er Jahren zu einem Zentrum für Landwirtschaft, Holzverarbeitung und Freizeitgestaltung. Die Spokane and Inland Empire Railroad nahm 1907 den Betrieb in Hayden auf.

## Demografie
Nach einer Schätzung von 2019 leben in Hayden 15.434 Menschen. Die Bevölkerung teilt sich im selben Jahr auf in 95,4 % Weiße, 0,2 % Afroamerikaner, 0,6 % amerikanische Ureinwohner, 1,1 % Asiaten und 2,7 % mit zwei oder mehr Ethnizitäten. Hispanics oder Latinos aller Ethnien machten 1,6 % der Bevölkerung aus. Das mittlere Haushaltseinkommen lag bei 56.930 US-Dollar und die Armutsquote bei 6,7 %.
| Jahr | Einwohner¹ |
| ---- | ---------- |
| 1960 | 901        |
| 1970 | 1.285      |
| 1980 | 2.586      |
| 1990 | 3.744      |
| 2000 | 9.159      |
| 2010 | 13.294     |
| 2020 | 15.570     |

¹ 1960 – 2020: Volkszählungsergebnisse

## Wirtschaft und Infrastruktur
Hayden liegt an der U.S. Route 95 an der Kreuzung mit der Route 41. Es liegt außerdem vier Meilen (6 km) nördlich der Interstate 90. Der Flughafen Coeur d’Alene befindet sich nordwestlich von Hayden. Die Fluggesellschaft Empire Airlines hat seinen Hauptsitz in Hayden. Der Achterbahnkonstrukteur Rocky Mountain Construction hat ebenfalls seinen Hauptsitz in Hayden.